# Hugo Valente
Hugo Mario Valente (né le 17 juin 1992 à Choisy-le-Roi, dans le Val-de-Marne) est un pilote automobile français d'origine italienne. Après avoir participé à quelques manches du Championnat du monde des voitures de tourisme en 2012 et 2013, il y effectue sa première saison complète en 2014. Il s’est retiré du sport automobile en 2017.

## Biographie
Le 2 février 2016, il est recruté en tant que pilote officiel par l'écurie Lada Sport Rosneft pour le Championnat du monde des voitures de tourisme 2016.

## Carrière

### Résultats en karting
| Saison | Championnat                           | Équipe              | Position |
| ------ | ------------------------------------- | ------------------- | -------- |
| 2006   | South Garda Winter Cup - ICA Junior   |                     | 4e       |
| 2006   | Coupe de Monaco - ICA Junior          | Moine               | 24e      |
| 2006   | WSK International Series - ICA Junior |                     | 38e      |
| 2007   | Championnat de France - 125           |                     | 11e      |
| 2007   | Championnat d'Europe CIK-FIA - KZ2    | Jean-Pierre Valente | 21e      |
| 2007   | WSK International Series - KZ2        |                     | 22e      |
| 2009   | Coupe de Monaco CIK-FIA - KZ2         | Intrepid Kart       | 5e       |
| 2011   | SK USA SuperNationals - KZ2           | MRP Motorsport      | 27e      |
| 2011   | Championnat de France - KZ2           |                     | 35e      |

### Résultats en monoplace et en tourisme
| Saison | Championnat                                       | Équipe             | Courses | Victoires | Poles | M. tours | Podiums | Points | Position |
| ------ | ------------------------------------------------- | ------------------ | ------- | --------- | ----- | -------- | ------- | ------ | -------- |
| 2008   | Formul'Academy Euro Series                        | Auto Sport Academy | 14      | 1         | 0     | 0        | 2       | 42     | 8e       |
| 2009   | Eurocup Formula Renault 2.0                       | SG Formula         | 14      | 0         | 0     | 0        | 0       | 5      | 24e      |
| 2009   | Formula Renault 2.0 WEC                           | SG Formula         | 14      | 0         | 0     | 0        | 0       | 30     | 11e      |
| 2010   | Eurocup Formula Renault 2.0                       | Tech 1 Racing      | 16      | 0         | 0     | 0        | 1       | 28     | 12e      |
| 2010   | Formula Renault 2.0 UK                            | Tech 1 Racing      | 2       | 0         | 0     | 0        | 0       | 22     | 21e      |
| 2012   | Championnat du monde des voitures de tourisme     | Sunred Engineering | 2       | 0         | 0     | 0        | 0       | 0      | n.c.     |
| 2012   | Championnat de France de SEAT León Supercopa (en) | Clairet Sport      | 11      | 3         | 1     | 3        | 6       | 268    | 2e       |
| 2013   | Championnat du monde des voitures de tourisme     | Campos Racing      | 13      | 0         | 0     | 0        | 0       | 4      | 20e      |
| 2014   | Championnat du monde des voitures de tourisme     | Campos Racing      | 11      | 0         | 0     | 1        | 2       | 49     | 11e (*)  |

- (*) : saison en cours
- n.c. : non classé au championnat

#### Résultats en WTCC
| Année | Écurie             | Voiture                 | 1       | 2       | 3       | 4        | 5        | 6       | 7        | 8        | 9         | 10        | 11        | 12      | 13       | 14       | 15        | 16        | 17       | 18       | 19    | 20    | 21        | 22       | 23        | 24        | DC   | Points |
| ----- | ------------------ | ----------------------- | ------- | ------- | ------- | -------- | -------- | ------- | -------- | -------- | --------- | --------- | --------- | ------- | -------- | -------- | --------- | --------- | -------- | -------- | ----- | ----- | --------- | -------- | --------- | --------- | ---- | ------ |
| 2012  | SUNRED Engineering | SUNRED SR León 1.6T     | ITA 1   | ITA 2   | ESP 1   | ESP 2    | MAR 1    | MAR 2   | SVK 1    | SVK 2    | HUN 1     | HUN 2     | AUT 1     | AUT 2   | POR 1    | POR 2    | BRA 1     | BRA 2     | USA 1    | USA 2    | JPN 1 | JPN 2 | CHN 1 16  | CHN 2 18 | MAC 1     | MAC 2     | NC   | 0      |
| 2013  | Campos Racing      | SEAT León WTCC          | ITA 1   | ITA 2   | MAR 1   | MAR 2    | SVK 1    | SVK 2   | HUN 1 12 | HUN 2 19 | AUT 1 Ret | AUT 2 DNS | RUS 1     | RUS 2   | POR 1 18 | POR 2 14 | ARG 1 13  | ARG 2 8   | USA 1 13 | USA 2 14 | JPN 1 | JPN 2 | CHN 1 Ret | CHN 2 12 | MAC 1 Ret | MAC 2 Ret | 21e  | 4      |
| 2014  | Campos Racing      | Chevrolet RML Cruze TC1 | MAR 1 8 | MAR 2 3 | FRA 1 6 | FRA 2 10 | HUN 1 10 | HUN 2 3 | SVK 1 11 | SVK 2 C  | AUT 1 NC  | AUT 2 Ret | RUS 1 Ret | RUS 2 9 | BEL 1 12 | BEL 2 9  | ARG 1 Ret | ARG 2 Ret | BEI 1    | BEI 2    | CHN 1 | CHN 2 | JPN 1     | JPN 2    | MAC 1     | MAC 2     | 11e* | 53*    |

* Saison en cours.